# زحيك
زحيك بن مادغيس بن مازيغ بن كنعان بن يقشان

## في العربية
ذكرالطبري: «قال: وولد لإبراهيم عليه السلام إسماعيل وهو أكبر ولده - وأمه هاجر وهي قبطية، وإسحاق، وكان ضرير البصر، وأمه سارة ابنة بتويل بن ناخور بن ساروع بن أرغوا بن فالغ بن عابر بن أرفخشد بن سام بن نوح - ومدن، ومدين، ويقسان، وزمران، وأسبق، وسوح، وأمهم قنطورا بنت مقطور من العرب العاربة.» كما ذكر الطبري «أن الأمازيغ من ذرية يقشان ابن إبراهيم عليه السلام.»
وقد ذكر ابن خلدون أنه قد قال القديس الجزائري الأمازيغي أوغسطين قولة مأثورة:«إذا سألتم فلاحينا عن أصلهم؛ سيجيبون: نحن كنعانيون.» وهي أن الأمازيغ أبناء كنعان ابن يقشان.

## في التاريخ
كما يذكر المؤرخ اليهودي يوسيفيوس أن إبراهيم وزع أبنائه في مستعمرات بعيدة عن أرض الميعاد ليبقيهم بعيدا عن ممتلكات إسحاق. وبناء على وعد الله في نشر ذريته على الأرض، سكن أبناء قطورة في مناطق «العربية الخيرة» التي تصل إلى حد البحر الأحمر.
وجدة كنعان هي قطورة حيت نجد في تاريخ الطبري، سماها قطورة بنت يقطن من الكنعانيين ثم ذكر لاحقا أنها قنطورا بنت مقطور من العرب العاربة. حيت يقول البعض أن يقشان سمى إبنه البكر كنعان تيمنا بأجداد أمه الكنعانيون.وفي القرن الثامن عشر، اعتقد بعض الكتاب أن قطورة هي أم الأفارقة واستعملوها كدلالة لشرح مقاربة الطقوس الأفريقية بالطقوس اليهودية. وأرجعوا ذلك لكون أحفادها الأمازيغ هم أول من إستوطن شمال إفريقيا بعد طوفان نوح عليه السلام.

## أبناؤه
- أداس (أداسة)
- لوا الأكبر أبنائه لوا الأصغر (لواتة) ونفزا (نفزاوة)
- نفوس (نفوسة)
- ضريس (ضريسة)